# Подлость
По́длость (со ст.-слав. — «подле [вниз рядом, около]»), низость — негативное нравственное и духовное качество личности, которое включает в себя такие черты характера и поведенческие акты, как предательство, ложь (нечестность, неискренность), жестокость, эгоизм, подобострастие (угодничество, подхалимаж), и другие действия, которые вредят другим людям или наносят ущерб окружающей среде. 
Подлость может быть охарактеризована как модель поведения, основанная на низменных чувствах (зависти, жадности, жестокости, ненависти, злобе), а также низменных мотивах (желание власти, богатства, влияния, мести и т. д.) внешне приемлемых и одобряемых действий. Акт злодейства может быть назван подлым, если зло совершается неожиданно или скрытно, а бдительность противной стороны снижена из-за ложных уверений злодея в верности жертве, в доброте, любви и искренности по отношению к ней. 
Человек совершающий подлость (подлые действия) называется подлецом.

## Этимология
Согласно Толковому словарю Даля, подлость изначально имела два значения — современное и устаревшее. Устаревшее значение обозначало подлость как низкое происхождение:

…из черни, тёмного, низкого рода-племени, из рабов, холопов, крепостного сословья…

## Подлость в произведениях искусства
Горе граду Ариилу, иде же сквернавцы и жулики и всякий мрази безобразнии жительствуют в грязи подлых вожделений своих!.. Разумею вас, пьяницы, обжоры, отребие мира сего, несть вам числа окаяннии, и не приемлет вас земля в недра своя! — Максим Горький. В людях.